# Neurogene shock
Een neurogene shock is een ernstige stoornis van de algemene toestand van het lichaam. Dit wordt gekenmerkt door een tekort aan circulerend vocht in de bloedbaan. 
Er is sprake van een primaire verlaging van de weefselspanning met onvoldoende of stilstaande circulatie in de weefsels met aansluitend een kettingreactie die velerlei functies doet uitvallen en de primaire oorzaak nog versterkt, waarbij ook de grote circulatie tekortschiet en een stadium van irreversibele uitval en dood volgt.
Bij een neurogene shock is er een stoornis in de sympathische controle van de zenuwvoorziening van de bloedvaten, waardoor een actieve verwijding van de vaten optreedt.